# Майк Конлі (молодший)
Майкл Алекс «Майк» Конлі (молодший) (англ. Michael Alex Conley Jr., нар. 11 жовтня 1987, Фаєтвіль, США) — американський професійний баскетболіст, розігруючий захисник команди НБА «Юта Джаз». Син олімпійського чемпіона з потрійного стрибка Майка Конлі.

## Ігрова кар'єра
Починав грати у баскетбол у команді старшої школи Північного Лоуренса з Індіанаполіса, якій допоміг здобути три чемпіонства штату. За його лідерства у команді на позиції розігруючого, школа здобула 103 перемоги проти 7 поразок.
На університетському рівні грав за команду Огайо Стейт (2006—2007), де був на провідних ролях разом з майбутнім першим драфт-піком Грегом Оденом. Вони привели команду до чемпіонства конференції Big-10 та до фіналу чемпіонату NCAA, де програли Флориді.
2007 року був обраний у першому раунді драфту НБА під загальним 4-м номером командою «Мемфіс Ґріззліс». До нової команди звикав поступово, тому дебютував у НБА тільки у січні 2008 року. У свій перший сезон набирав в середньому 9,4 очка та робив 4,2 результативних передачі.
Наступного року конкурував за місце у стартовому складі з Кайлом Лаурі, але після того, як Лаурі обміняли до «Х'юстон Рокетс» у лютому 2009, Конлі зайняв місце основного розігруючого команди. В цьому сезоні набирав 10,8 очок та 4,3 ассиста за гру.
У сезоні 2010—11 Конлі в середньому набирав 13,7 очок та 6,5 передач, чим допоміг «Ґріззліс» пробитись до плей-оф НБА вперше за 5 років. Там Мемфіс був восьмою сіяною командою, тому їм випали у суперники «Сан-Антоніо Сперс», які були першими сіяними. «Ґріззліс» вдалось обіграти «Сперс» у шести іграх, що зробило їх лише другою командою в історії НБА, якій вдавалось обіграти першу сіяну команду, будучи сіяною восьмою. Втім, у півфіналі їх зупинили «Оклахома-Сіті Тандер».
У наступному сезоні Конлі набирав 12,7 очка та 6,5 ассистів та знову допоміг команді пробитися до плей-оф, де в першому ж раунді програли «Лос-Анджелес Лейкерс».

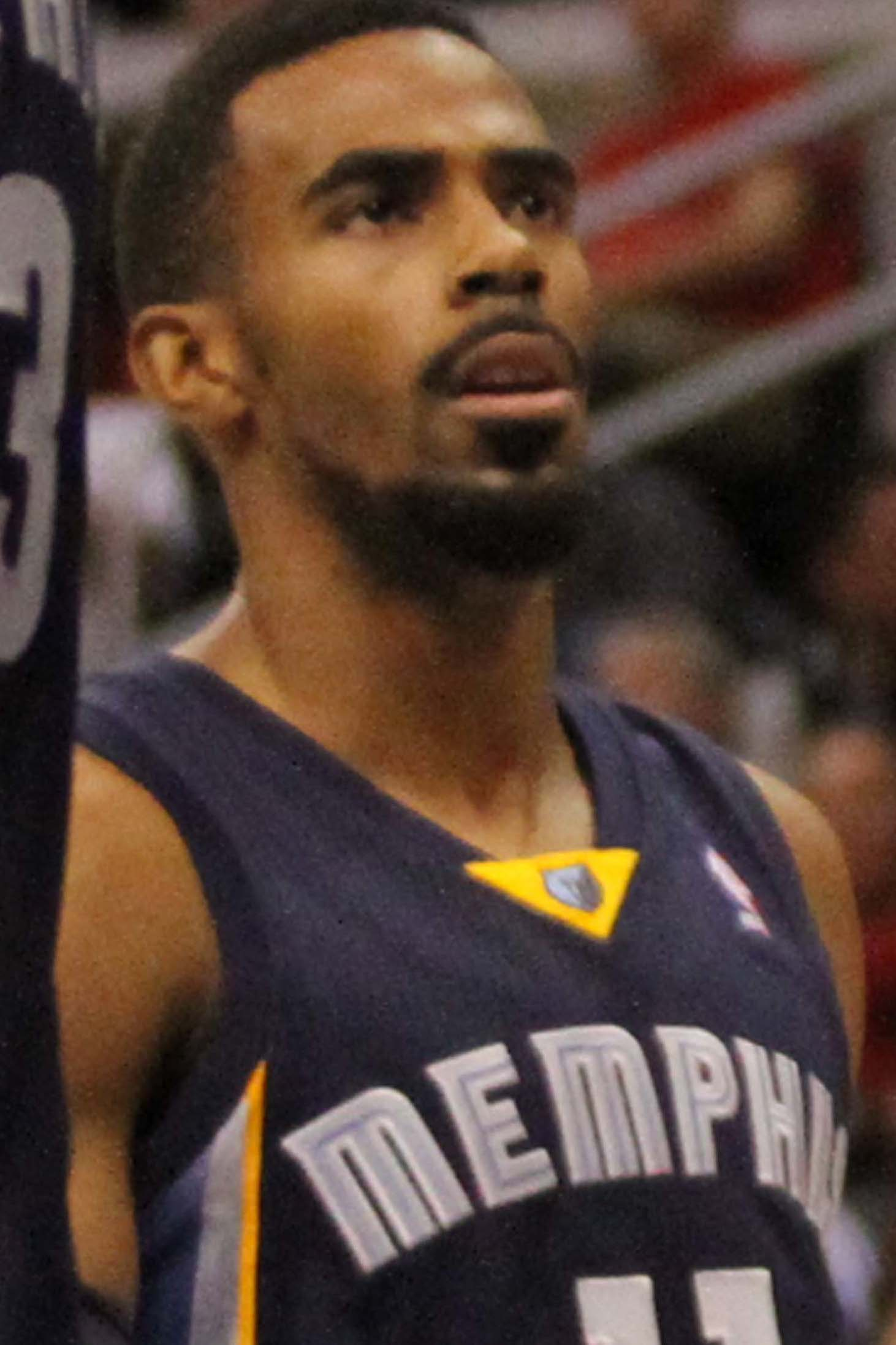
Конлі у 2013 році

У сезоні 2012—13 продовжив прогресувати та знову допоміг команді пробитися до плей-оф НБА. Там вони вибили з розіграшу «Лос-Анджелес Лейкерс» та «Оклахома-Сіті Тандер», що дозволило їм вперше в історії франшизи зіграти у фіналі Західної конференції. Проте вже у фіналі програли у чотирьох матчах «Сан-Антоніо Сперс».
У наступному сезоні Конлі вже набирав у середньому 17,2 очка та 6 підбирань і вчетверте вивів «Ґріззліс» до плей-оф, де, щоправда, команда вилетіла в першому ж раунді від «Оклахома-Сіті Тандер».
31 жовтня 2015 року обійшов Шаріфа Абдур-Рахіма (7,801) та став третів найрезультативнішим гравцем в історії «Мемфіс Ґріззліс». Був включений в список гравців, які мали їхати у складі Олімпійської збірної до Ріо-де-Жанейро, проте травмувався та залишився вдома.
14 липня 2016 року підписав новий п'ятирічний контракт з «Мемфісом» на суму 153 млн доларів. 16 грудня у матчі проти «Сакраменто Кінгс» обійшов Пау Газоля у списку найкращих бомбардирів франшизи. 30 січня 2017 встановив особистий рекорд результативності, набравши 38 очок у матчі проти «Фінікс Санз». 15 лютого забив свій 845-й 3-очковий кидок, що зробило його лідером за цим показником в історії команди. Вже вкотре Конлі допоміг «Мемфісу» пробитися до плей-оф, де команда поступилась Сан-Антоніо.
У сезоні 2017—2018 через травму зіграв лише у 12 матчах.
5 березня 2019 року в матчі проти «Портленд Трейл-Блейзерс» оновив свій рекорд результативності, набравши 40 очок. 27 березня у матчі проти «Голден-Стейт Ворріорс» обігнав Марка Газоля та став найкращим бомбардиром клубу в його історії.
6 липня 2019 року був обміняний до «Юта Джаз» на Грейсона Аллена, Джея Краудера, Кайла Корвера та правами на Даріуса Безлі.
2021 року після 14 сезонів у лізі, вперше в кар'єрі взяв участь у матчі всіх зірок НБА. Таке очікування стало найдовшим у історії НБА для учасника матчу всіх зірок.

## Статистика виступів

### Коледж
| Сезон   | Команда     | GP | GS | MPG  | FG%  | 3P%  | FT%  | RPG | APG | SPG | BPG | PPG  |
| ------- | ----------- | -- | -- | ---- | ---- | ---- | ---- | --- | --- | --- | --- | ---- |
| 2006–07 | Огайо Стейт | 39 | 39 | 31.6 | .518 | .304 | .694 | 3.4 | 6.1 | 2.2 | .3  | 11.3 |
| Усього  |             | 39 | 39 | 31.6 | .518 | .304 | .694 | 3.4 | 6.1 | 2.2 | .3  | 11.3 |

### Регулярний сезон
| Сезон               | Команда             | GP  | GS  | MPG  | FG%  | 3P%  | FT%  | RPG | APG | SPG | BPG | PPG  |
| ------------------- | ------------------- | --- | --- | ---- | ---- | ---- | ---- | --- | --- | --- | --- | ---- |
| 2007–08             | «Мемфіс Ґріззліс»   | 53  | 46  | 26.1 | .428 | .330 | .732 | 2.6 | 4.2 | .8  | .0  | 9.4  |
| 2008–09             | «Мемфіс Ґріззліс»   | 82  | 61  | 30.6 | .442 | .406 | .817 | 3.4 | 4.3 | 1.1 | .1  | 10.9 |
| 2009–10             | «Мемфіс Ґріззліс»   | 80  | 80  | 32.1 | .445 | .387 | .743 | 2.4 | 5.3 | 1.4 | .2  | 12.0 |
| 2010–11             | «Мемфіс Ґріззліс»   | 81  | 81  | 35.5 | .444 | .369 | .733 | 3.0 | 6.5 | 1.8 | .2  | 13.7 |
| 2011–12             | «Мемфіс Ґріззліс»   | 62  | 61  | 35.1 | .433 | .377 | .861 | 2.5 | 6.5 | 2.2 | .2  | 12.7 |
| 2012–13             | «Мемфіс Ґріззліс»   | 80  | 80  | 34.5 | .440 | .362 | .830 | 2.8 | 6.1 | 2.2 | .3  | 14.6 |
| 2013–14             | «Мемфіс Ґріззліс»   | 73  | 73  | 33.5 | .450 | .361 | .815 | 2.9 | 6.0 | 1.5 | .2  | 17.2 |
| 2014–15             | «Мемфіс Ґріззліс»   | 70  | 70  | 31.8 | .446 | .386 | .859 | 3.0 | 5.4 | 1.3 | .2  | 15.8 |
| 2015–16             | «Мемфіс Ґріззліс»   | 56  | 56  | 31.4 | .422 | .363 | .834 | 2.9 | 6.1 | 1.2 | .3  | 15.3 |
| 2016–17             | «Мемфіс Ґріззліс»   | 69  | 68  | 33.2 | .459 | .407 | .859 | 3.5 | 6.3 | 1.3 | .3  | 20.5 |
| 2017–18             | «Мемфіс Ґріззліс»   | 12  | 12  | 31.1 | .381 | .312 | .803 | 2.3 | 4.1 | 1.0 | .3  | 17.1 |
| 2018–19             | «Мемфіс Ґріззліс»   | 70  | 70  | 33.5 | .438 | .364 | .845 | 3.4 | 6.4 | 1.3 | .3  | 21.1 |
| 2019–20             | «Юта Джаз»          | 47  | 41  | 29.0 | .409 | .375 | .827 | 3.2 | 4.4 | .8  | .1  | 14.4 |
| 2020–21             | «Юта Джаз»          | 51  | 51  | 29.4 | .444 | .412 | .852 | 3.5 | 6.0 | 1.4 | .2  | 16.2 |
| 2021–22             | «Юта Джаз»          | 72  | 72  | 28.6 | .435 | .408 | .796 | 3.0 | 5.3 | 1.3 | .3  | 13.7 |
| Усього за кар'єру   | Усього за кар'єру   | 958 | 922 | 32.0 | .439 | .382 | .820 | 3.0 | 5.6 | 1.4 | .2  | 14.8 |
| У матчах всіх зірок | У матчах всіх зірок | 1   | 0   | 13.0 | .167 | .200 | .000 | 1.0 | 2.0 | 1.0 | 0.0 | 3.0  |

### Плей-оф
| Сезон             | Команда           | GP | GS | MPG  | FG%  | 3P%  | FT%   | RPG | APG | SPG | BPG | PPG  |
| ----------------- | ----------------- | -- | -- | ---- | ---- | ---- | ----- | --- | --- | --- | --- | ---- |
| 2011              | «Мемфіс Ґріззліс» | 13 | 13 | 39.0 | .388 | .297 | .830  | 3.8 | 6.4 | 1.1 | .2  | 15.2 |
| 2012              | «Мемфіс Ґріззліс» | 7  | 7  | 39.6 | .421 | .500 | .750  | 3.3 | 7.1 | .9  | .0  | 14.1 |
| 2013              | «Мемфіс Ґріззліс» | 15 | 15 | 38.3 | .384 | .281 | .763  | 4.7 | 7.1 | 1.7 | .3  | 17.0 |
| 2014              | «Мемфіс Ґріззліс» | 7  | 7  | 38.1 | .431 | .111 | .769  | 4.6 | 7.9 | 2.0 | .1  | 15.9 |
| 2015              | «Мемфіс Ґріззліс» | 8  | 8  | 30.4 | .427 | .303 | .821  | 1.1 | 5.0 | 1.4 | .0  | 14.4 |
| 2017              | «Мемфіс Ґріззліс» | 6  | 6  | 37.3 | .485 | .447 | .838  | 3.3 | 7.0 | 1.7 | .5  | 24.7 |
| 2020              | «Юта Джаз»        | 5  | 5  | 33.0 | .484 | .529 | .864  | 2.8 | 5.2 | 1.6 | .2  | 19.8 |
| 2021              | «Юта Джаз»        | 6  | 6  | 29.3 | .426 | .486 | 1.000 | 3.5 | 7.7 | .2  | .2  | 15.3 |
| 2022              | «Юта Джаз»        | 6  | 6  | 29.0 | .333 | .200 | .800  | 3.2 | 4.8 | .8  | .3  | 9.2  |
| Усього за кар'єру | Усього за кар'єру | 73 | 73 | 35.7 | .415 | .350 | .807  | 3.5 | 6.5 | 1.3 | .2  | 16.0 |